# 四氯对苯二甲酸二甲酯
四氯对苯二甲酸二甲酯（DCPA，商品名：Dacthal）是一种有机化合物，化学式为C6Cl4(CO2CH3)2，它是四氯对苯二甲酸的甲酯，是一种出苗前除草剂。它可以杀死一年生草和许多常见杂草，但不会杀死草坪草、花卉、水果、蔬菜和棉花等敏感植物。。
它可由对苯二甲酰氯和氯气反应，在与甲醇发生酯化反应制得：
C6H4(COCl)2 + 4 Cl2 + Fe (cat.) → C6Cl4(COCl)2
C6Cl4(COCl)2 + 2 CH3OH → C6Cl4(CO2CH3)2